# Ife
Ife (yoruba: Ifè, även Ilé-Ifẹ̀) är en stad i delstaten Osun i Nigeria, 75 kilometer nordost om Ibadan. Staden har cirka 372 200 invånare (2004) och är ett viktigt handelscentrum med produktion av kakao, bomull och oljepalmsprodukter. Sedan 1961 har Ife ett universitet.
Ife är yorubafolkets religiösa och kulturella centrum, och är troligen grundlagd på 1000-talet. Området hade mellan 800- och 1100-talen en konstnärlig blomstringstid, från vilken finns bevarad många vackra skulpturer i brons och terrakotta. Mitt i staden ligger ett gammalt kungapalats som i dag delvis är ett museum.